# Аутозомно-рецесивно наслеђивање
Аутозомно-рецесивно наслеђују се нормалне особине или болести које детерминише рецесиван ген (алел) смештен на неком од аутозомних хромозома. 

## Правила аутозомно-рецесивног наслеђивања болести
Мутирани рецесивни алел испољава се само у хомозиготном стању (а*а*, где је са а* обележен рецесиван мутирани алел ). 
Здраве особе могу бити генотипа:
- АА или
- Аа*.

Особе генотипа Аа* су хетерозиготни преносиоци рецесивног мутираног алела. То су здраве особе које, за разлику од хомозигота АА, рецесиван алел могу пренети на потомке. На тај начин се рецесиван мутирани алел преноси из генерације у генерацију, а испољава се само када се нађе у пару (у хомозиготном стању). Значи, да би дете оболело од аутозомно-рецесивног обољења оба родитеља морају да имају бар по један рецесиван алел који узрокује то обољење.
За разлику од аутозомно-доминантног наслеђивања код кога здрави родитељи не могу имати болесну децу, код овог наслеђивања је то могуће са вероватноћом од 25%. Да би се то догодило оба родитеља морају бити хетерозиготни преносиоци рецесивног мутираног алела – види схему :

## Ензимске болести
Аутозомно-рецесивно наслеђују се болести које су последица недостатка неког ензима па се заједно називају ензимопатије или ензимске болести. Недостатак одређеног ензима доводи до поремећаја метаболизма. 
Најчешће ензимопатије у људској популацији су :
- албинизам – услед недостатка одређеног ензима на метаболичком путу претварања тирозина у меланин; у том метаболичком путу учествује већи број ензима и довољно је да се један од њих не ствара па да изостане и стварење пигмента меланина; такве особе су без пигмента у коси, кожи и очима;
- алкаптонурија је прво описано ензимско обољење ; и код овог обољења је недостатком одређеног ензима поремећен метаболизам тирозина па долази до нагомилавања алкаптона који се излучује мокраћом; у додиру са ваздухом мокраћа постаје црна; током времена хрскавица носа и ушију постаје мрка, а касније у старости долази до артритиса (запаљење зглобова);
- фенилкетонурија настаје као последица недостатка ензима који аминокиселину фенил-аланин претвара у тирозин; због тог недостатка долази до нагомилавања фенил-аланина у крви што утиче на нервни систем доводећи до менталне заосталости; ова болест се може спречити ако се новорођенчету из исхране избаци фенил-аланин;
- Теј-Саксова болест (амауротична идиотија) је поремећај метаболизма липида који доводи до умне заосталости и слепила;
- галактоземија је поремећај метаболизма шећера галактозе; доводи до умне заосталости и ране смртности деце; може се спречити избацивањем млека из исхране беба (за ове бебе је мајчино млеко као отров);
- хипотиреоидни кретенизам последица је непретварања тирозина у тиронин па се не стварају хормони штитне жлезде ; манифестује се тешким оштећењима ЦНС-а; ово обољење може да буде условљено и недостатком јода у храни и пићу; односно и генетички фактори и фактори средине могу да дају исти фенотип што се назива фенокопија .

## Нормалне аутозомно-рецесивне особине
Рецесивне особине представљају алтернативу доминантним особинама:
- неосетљивост на фенил-тиокарбамид (PTC);
- неспособност увртања језика у трубу;
- бели прамен косе код жена;
- везан ушни режањ;
- одсуство маљавост на другом чланку прстију
- ретке обрве
- раздвојене обрве
- кратак и широк нос
- без рупице у бради (у кости) и др.